# Eremedaille (Saint Kitts en Nevis)
Elizabeth II, koningin van Saint Christopher en Nevis, stelde in 1998 voor haar koninkrijk Saint Christopher en Nevis een eremedaille (Engels: Medal of Honour of St Christopher and Nevis) in.
Men verleent de onderscheiding voor belangrijke verdiensten voor de eilanden en de dragers mogen, naar Brits voorbeeld, de letters MH achter hun naam dragen.
Het kleinood is, ondanks de naam, geen medaille maar een door de Britse kroon van Sint-James gedekt bronzen kruis met uitlopende armen en een geëmailleerd rijkswapen van de eilanden in het midden. De bevestiging aan het lint is een kunstig gesmede gesp naar het voorbeeld van de 19e-eeuwse Britse medailles.
Het lint is rood en groen met een geel-zwart-geel-wit-geel-zwart-gele middenstreep. 